# Kostel Stětí svatého Jana Křtitele (Skramníky)
Kostel Stětí svatého Jana Křtitele ve vesnici Skramníky je filiální novogotický kostel z počátku 20. století. Náleží pod Římskokatolickou farnost Pečky, vikariát Kolín, arcibiskupství pražské. V roce 1963 byl zapsán do Ústředního seznamu kulturních památek České republiky. Spolu s farou, márnicí, ohradní zdí hřbitova, špýcharem, chlévy, ohradní zdí fary s bránou a brankou je chráněn jako kulturní památka České republiky. Od 1. ledna 2005 je filiálním kostelem.

## Historie
Na místě kostela pravděpodobně stála svatyně, kterou založili mniši ze Sázavského kláštera v roce 1056. První písemná zmínka je z roku 1656. Gotický kostel byl během doby upravován a přestavěn. Nad sakristií byla postavena dřevěná zvonice na krakorcích s venkovním schodištěm. Zvonice byla snesena v roce 1906. V 16. století byla upravena loď a v roce 1696 byla provedena oprava věže. Barokně upraven na konci 17. století. V roce 1906 byl kostel zbořen a přestavěn do novogotické podoby podle návrhu pražského architekta Gabriela. V roce 1930 byl kostel opravován a elektrifikován.

## Stavební podoba

### Exteriér
Kostel se nachází na vyvýšenině v centru obce. Celý areál kostela s farou a hospodářským zázemím a zrušený hřbitov je vymezen ohradní zdí z lomového kamene a cihel. Kostel je novogotická jednolodní zděná orientovaná stavba na obdélném půdorysu ukončený kněžištěm s trojbokým závěrem ze 14. století. Na severní straně je umístěna hranolová věž ukončená bedněným patrem a zastřešena jehlancovou střechou. Zděná část je hladce omítnutá s nárožími z kamenných kvádrů. V severní zdi věže je prolomen vchod, na jehož nadpraží je datace opravy 1696. V přízemí věže je sakristie. V bedněné části jsou zavěšeny dva zvony. Západní průčelí má vysoký trojúhelníkový štít a vchod do podkruchtí s kamenným ostěním zaklenut segmentově. Po stranách portálu je umístěna kamenná socha anděla. Nad vchodem je kruhové okno na kruchtu a po stranách po jednom úzkém okně. Nad jihovýchodním oknem je zazděna konzola z červeného pískovce s reliéfem lidské tváře. Na jižní straně je čtvercová předsíň s gotickým portálem. Střecha kostela je sedlová krytá prejzy.

### Interiér
Kněžiště je zaklenuto šestiparskovou klenbou s profilovanými žebry na konzolách. Ve stěnách jsou gotická okna s kružbou. Loď kostela má plochý trámový strop a po dvou oknech v bočních zdech. Vítězný oblouk je lomený, nad ním je obraz Poslední večeře Páně nesený dvěma anděly. Kruchta je zděná nesena dvěma sloupy a podklenutá třemi valenými klenbami.
Interiér kostela je barokníz 18. století. Hlavní oltář nese obraz Stětí svatého Jana Křtitele od malíře Láďi Nováka ze Žher z roku 1917 a sousoší svaté Trojice v horní části. Mezi vybavení interiéru zaujme obraz Příbuzenstva Páně z druhé poloviny 17. století, rokoková kazatelna z 18. století, Obraz Krista korunovaného trním od Adolfa Liebschera z roku 1887, barokní obraz v rokokovém rámu Sedmibolestné Panny Marie z roku 1759 a cínová křtitelnice z roku 1704.
Na kůru byly varhany z roku 1780 od Pavla Františka Horáka varhanáře z Kutné Hory. V roce 1908 byly instalovány jedno manuálové varhany se sedmi rejstříky od pražské varhanářské firmy Josef Rejna & Josef Černý.

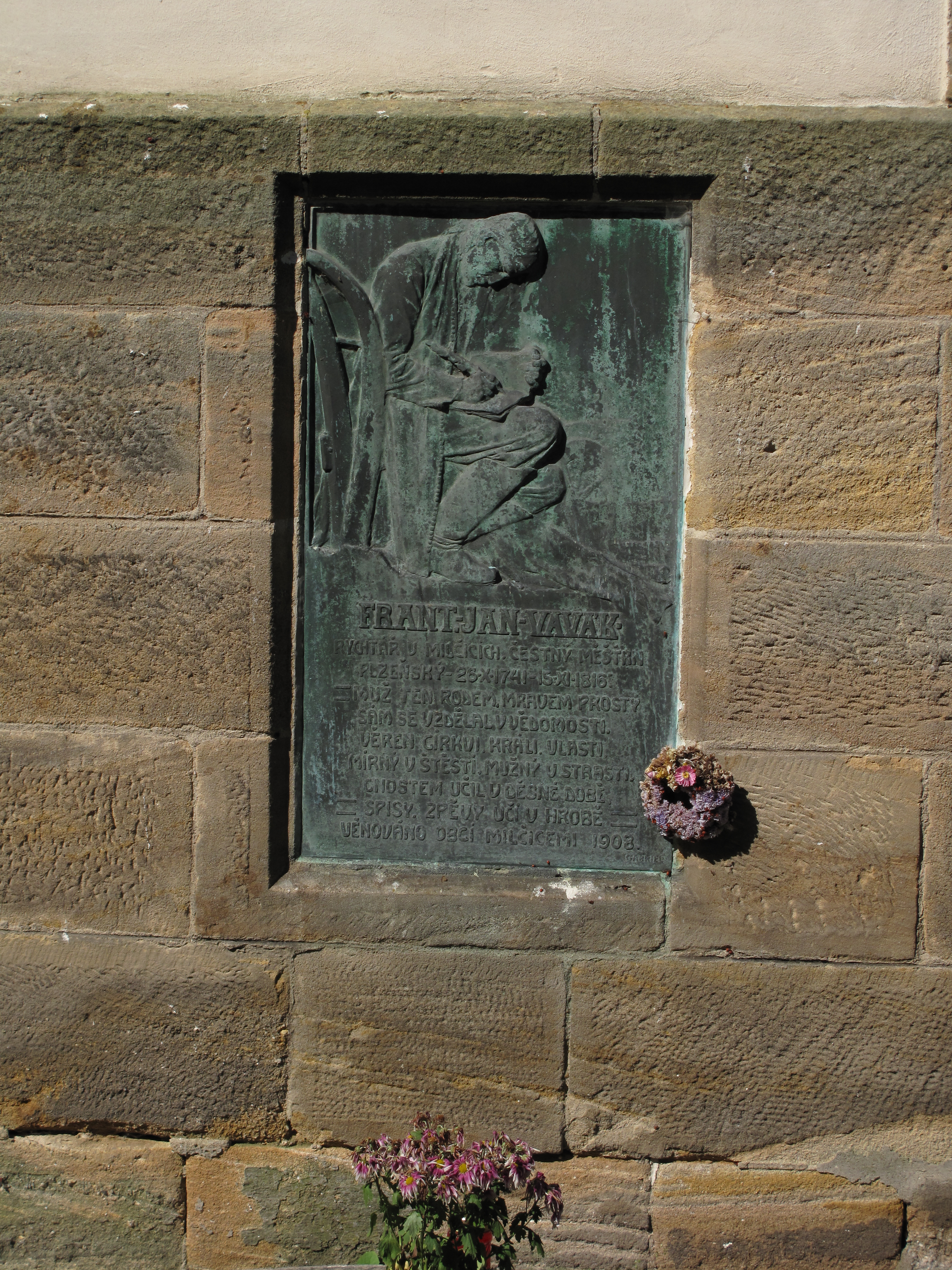
U paty věže je pohřben písmák František Jan Vavák (1741-1816). Pamětní deska je z roku 1908

### Zvony
Gotický zvon Maria a Jan Křtitel má průměr 115 cm výšku 88 cm a byl ulit zvonařem Ondřejem Ptáčkem z Kutné Hory v roce 1503. Je opatřen reliéfem sv. Jana Křtitele a Panny Marie a latinským nápisem: ANNO DOMINI MILESIMO V III HEC CAMPANA FVSA EST AD HONOREM DEI OMNIPOTENTATIS ET BEATE MARIE VIRGINIS AC SANCTI IOHANNIS BABTISTE PER MAGISTRVM ANDREAM DICTVM PTAZCEK IN MONTUBVS EVTNIS. EN EGO CAMPANA AVMQVAM PRONVCIO VANA IGNEM BELLVM FESTVM VELFVNVS ONESTVM ETSIC EST FINIS AMEN  (česky: Léta Páně 1503 slit tento zvon ke cti a chvále Boha všemohoucího a blahoslavené Marie Panny, též svatého Jana Křtitele, skrze mistra Ondřeje Ptáčka, na Horách Kutných. Hle já zvon nikdy nehlásám marnost; oheň, válku, slavnost či pohřeb počestný a tak je konec. Amen).
Renesanční zvon z roku 1585 byl ulit pražským zvonařem Brikcím z Cimperka má výšku 102 cm a průměr 124,5 cm. Zvon byl v roce 1942 rekvírován, ale po ukončení druhé světové války byl navrácen zpět. Je zdoben reliéfy Panny Marie a Jana Evangelisty, po stranách jsou erby Smiřických ze Smiřic a Zajíců z Házemburka. Na zvonu je nápis v češtině: INRI / KRYSTVS VMRZEL ZA HRZYCHY NASSE WSTAL Z MRTWYCH PRO WOSPRAWEDLNIENI NASSE / BRICCIUS AERIS FUNDITOR A STANNIMONTE /  LETA 1584 /* WSSICKNI KRALOWSTWI BOZIHO TAKE SPRAWEDLNOSTI GEGO MAME SPILNOSTI HLEDATI CHCEMELI SPASENI BYTI. K TOMV SLOWO BOZI CZISTE WEDE NAS PO CZESTIE GISTE. ALE KDOZ HLEDA GINEHO ROZCESTI ZAVEDOU GEHO. PROTOZ NAKLADEM POBOZNICH SSKRAMNICZKE FFARY OSADNICH KDYZ KNIEZ FRYDRYCH BOHDANECZKI KAZATEL EWANGELITSKY TEHDAZ BYL W SSKRAMNIKU FARARZ SLIL TENTO ZVON BRYKCY ZWONARZ Z CYNPERKA MIESSTIENIN PRAZSKY OBYWATEL NOWOMIESTSKY. ABY K VEZENI PRAWEMU NABOZENSTWI KRZSTIANSKEMU LYDE BYLI POWOLANI SKRZ TEHO YWONU ZWONIENI / IAROSLAW SMIRZYCKY Z SMIRZYC NA KOSTELCY NAD CZERNYMI LESY A KLVCZOWIE ET CETERA / KATERZYNA SMIRZYCKA Z HAZMBVRKV  ET CETERA.